# Thomas Lefebvre-Dugrosriez
Pour les articles homonymes, voir Lefebvre.
Thomas Charles Édouard Lefebvre-Dugrosriez est un homme politique français né le 12 août 1799 à Abbeville (Somme) où il est décédé le 8 avril 1861.

## Biographie
Propriétaire terrien, maire d'Agenvillers, il est député de la Somme de 1849 à 1851, siégeant à droite avec les monarchistes.

## Sources
- « Thomas Lefebvre-Dugrosriez », dans Adolphe Robert et Gaston Cougny, Dictionnaire des parlementaires français, Edgar Bourloton, 1889-1891 [détail de l’édition]